# Menhir von Letterdeen

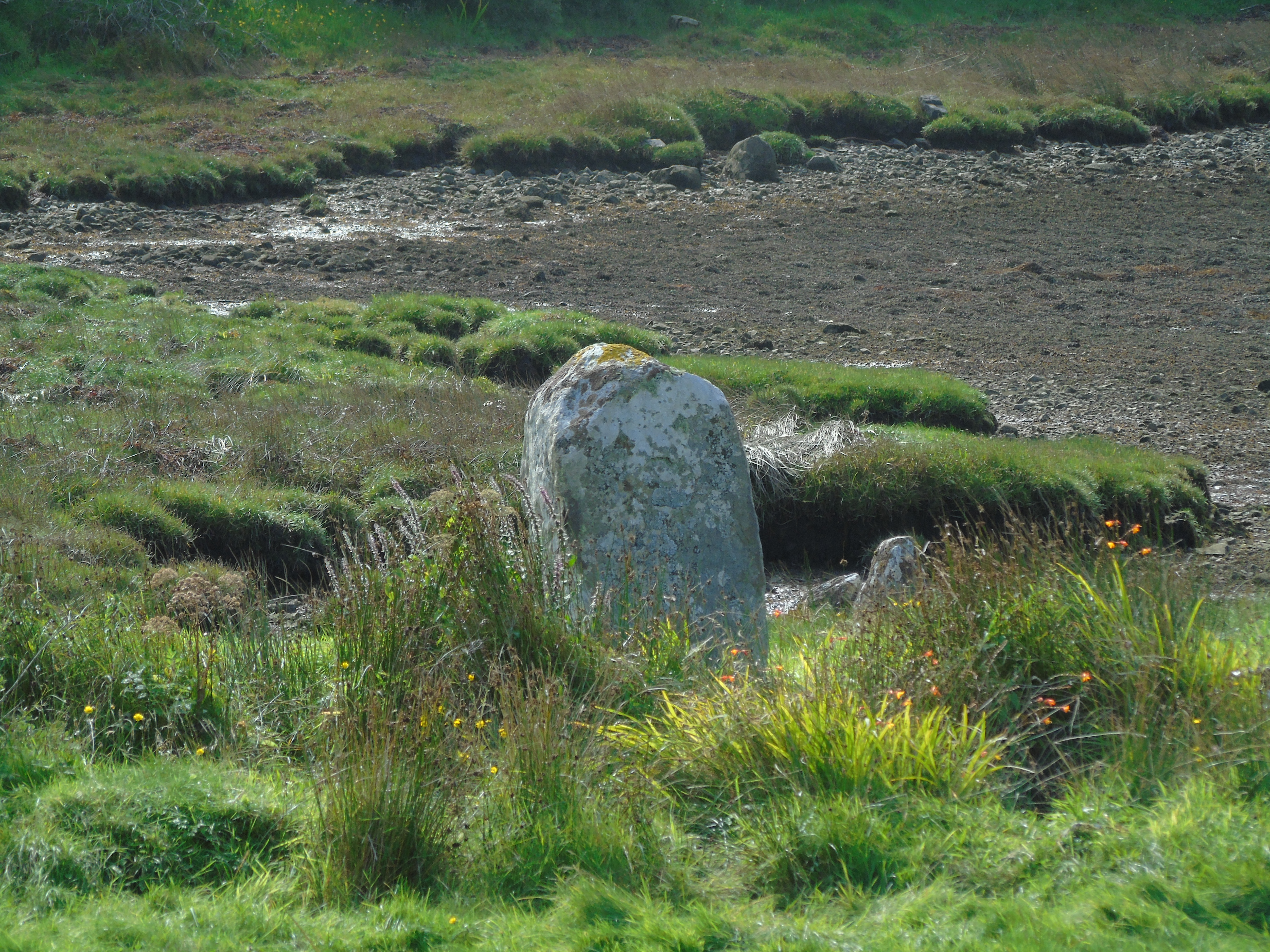
Menhir von Letterdeen

Der Menhir von Letterdeen (englisch Letterdeen Standing Stone) steht nahe der Sky Road, auf der Schwemmlandebene am Ostende der Streamstown Bay, im Townland Letterdeen (irisch Leitir Dín) nordwestlich von Clifden im County Galway in Irland.
Der Granitstein gehört zu den 33 Menhiren in Connemara und ist etwa 1,6 Meter hoch und oben stark gerundet. Die Textur des Granits ist gut zu sehen.
In der Nähe stehen die D’Arcy Stones und der Kill Stone.